# مارسلند اوییشن
مارسلند اوییشن (به انگلیسی: Marsland Aviation) یک شرکت هواپیمایی با کد یاتا M7 است که در تاریخ ۲۰۰۱ میلادی تأسیس شده است. دفتر مرکزی مارسلند اوییشن در خرطوم، سودان واقع شده‌است و قطب این شرکت هواپیمایی در فرودگاه بین‌المللی خرطوم قرار دارد و به ۱۰ مقصد، پرواز مستقیم انجام می‌دهد.